# Florent Serra
Florent Lucien Serra (Bordeaux, 28 februari 1981) is een voormalig Franse tennisser. Hij is prof sinds 2000. Hij kwam in 2005 voor het eerst de top 100 en de top 50 binnen. Zijn hoogste plaats op de ATP-ranglijst is de 36e, die hij behaalde op 26 juni 2006.
Serra schreef in zijn carrière twee enkeltoernooien op zijn naam. In het enkelspel won hij ook drie challengers en één futurestoernooi. Zijn beste resultaat in het enkelspel op een grandslamtoernooi is de derde ronde.

## Carrière

### Jaarverslagen

#### 1999 - 2004
Serra werd proftennisser in 2000. In de periode 1999-2002 speelde hij voornamelijk futurestoernooien. In 2002 haalde hij zijn eerste challengerfinale, in Hilversum. In 2003 maakte hij zijn ATP-debuut op het ATP-toernooi van Adelaide, waar hij in de eerste ronde verloor van Martin Verkerk. In 2004 maakte hij zijn grandslamdebuut op Roland Garros. Hij verloor er in de eerste ronde. Serra's eerste zege in een ATP-toernooi kwam er in juli 2004, toen hij in de eerste ronde van het ATP-toernooi van Umag de Tsjech Bohdan Ulihrach versloeg. Serra verloor in de volgende ronde van Filippo Volandri.

#### 2005
Op de Australian Open verloor Serra in de eerste ronde. In april van dat jaar haalde hij de finale van de challenger van Rome en won hij zijn eerste challenger, in Mexico-Stad. Op Roland Garros maakte hij het voor het eerst voorbij de eerste ronde op een grandslamtoernooi. Serra haalde er de tweede ronde. In juni bereikte hij voor het eerst de top 100 en in juli won hij zijn tweede challenger van het jaar, in Rimini. Op de US Open haalde hij de tweede ronde. In het najaar boekte Serra zijn eerste ATP-winst. Hij won het ATP-toernooi van Boekarest en versloeg in zijn eerste ATP-finale de Rus Igor Andrejev. In november haalde hij voor het eerst de top 50 van de ATP-ranglijst. Serra eindigde het jaar voor het eerst binnen de top 100 én 50, op plaats 50.

#### 2006 - 2007
2006 begon voorspoedig met winst in Serra's eerste toernooi van het jaar, in Adelaide. Op de Australian Open werd hij echter al in de eerste ronde gewipt. De goede resultaten bleven voor de rest van het jaar uit, met een tweede ronde op Roland Garros en verlies in de eerste ronde op Wimbledon, waar hij zijn debuut maakte, en de US Open. Zijn beste resultaten waren een kwartfinale, in Metz in oktober, en twee halve finales, in 's-Hertogenbosch in juni en in Boekarest in september, waar hij zijn titel verdedigde. Hoewel hij in juni zijn hoogste plaats op de ATP-ranglijst had bereikt (36e), eindigde Serra 2006 op plaats 61.
Ook 2007 verliep weinig voorspoedig. Op de Australian Open, Roland Garros, Wimbledon en de US Open haalde Serra de tweede ronde. Zijn beste resultaten waren twee kwartfinales, in juli in Amersfoort en in oktober in Moskou. In het dubbel haalde hij in juli de finale van het ATP-toernooi van Gstaad. Serra sloot het jaar af op plaats 91.

#### 2008 - 2009
Begin 2008 haalde Serra de kwartfinale in Chennai en de tweede ronde op de Australian Open. In april haalde hij de halve finale in Estoril. Op Roland Garros boekte hij met een derde ronde zijn beste grandslamresultaat tot dan toe. Op Wimbledon verloor hij in de tweede ronde. Tijdens de zomer haalde hij de kwartfinale in Los Angeles en de tweede ronde op de US Open. In het najaar bereikte hij de kwartfinale in Boekarest en won hij de derde challenger van zijn carrière, in Szczecin. Serra sloot het jaar af op plaats 59.
Serra begon 2009 met een kwartfinale in Brisbane en eerste rondeverlies op de Australian Open. In februari en mei haalde hij de kwartfinales in Delray Beach en Estoril respectievelijk en in april de finale van het ATP-toernooi van Casablanca, die hij verloor van Juan Carlos Ferrero. Op Roland Garros en Wimbledon verloor hij in de eerste ronde. Tijdens de zomer haalde hij twee kwartfinales, in Gstaad en New Haven en bereikte hij de tweede ronde op de US Open. In het najaar haalde hij de kwartfinale in Lyon en de finale van de challenger in Szczecin. Serra eindigde 2009 op plaats 65.

#### 2010 - 2011
Begin 2010 haalde Serra met een derde ronde zijn beste prestatie ooit op de Australian Open. In april haalde hij de halve finale in Casablanca. Op Roland Garros, Wimbledon en de US Open haalde hij de tweede ronde. In het najaar was de halve finale op de challenger van Seoel zijn beste resultaat. Serra sloot het jaar af op plaats 69.
Op de Australian Open van 2011 kon Serra zijn goede resultaat van 2010 niet herhalen. Hij verloor in de eerste ronde van John Isner. Er volgde toen een hele reeks met vroege uitschakelingen, waardoor hij in mei buiten de top 100 viel. Op Roland Garros en Wimbledon verloor hij ook in de openingsronde. Ook daarna bleven de goede resultaten uit, zelfs op de challengers waaraan hij deelnam. Serra zakte verder weg en eindigde het jaar op plaats 171.

## Palmares
| Legenda                       | Legenda               |
| ----------------------------- | --------------------- |
| Grand Slam                    |                       |
| Olympische Spelen             |                       |
| tot 2009                      | vanaf 2009            |
| Tennis Masters Cup            | ATP Finals            |
| ATP Masters Series            | ATP Tour Masters 1000 |
| ATP International Series Gold | ATP Tour 500          |
| ATP International Series      | ATP Tour 250          |

### Enkelspel
| Nr.                  | Datum             | Toernooi       | Ondergrond | Tegenstander in finale | Score    | Details  |
| -------------------- | ----------------- | -------------- | ---------- | ---------------------- | -------- | -------- |
| Gewonnen finales     |                   |                |            |                        |          |          |
| 1.                   | 12 september 2005 | ATP Boekarest  | Gravel     | Igor Andrejev          | 6-3, 6-4 | Details  |
| 2.                   | 2 januari 2006    | ATP Adelaide   | Hardcourt  | Xavier Malisse         | 6-3, 6-4 | Details  |
| Verloren finales     |                   |                |            |                        |          |          |
| 1.                   | 6 april 2009      | ATP Casablanca | Gravel     | Juan Carlos Ferrero    | 4-6, 5-7 | Details  |
| Gewonnen challengers |                   |                |            |                        |          |          |
| 1.                   | 4 april 2005      | Mexico-Stad    | Gravel     | Flavio Saretta         | 6-1, 6-4 | 6-1, 6-4 |
| 2.                   | 11 juli 2005      | Rimini         | Gravel     | Iván Navarro           | 6-3, 6-1 | 6-3, 6-1 |
| 3.                   | 15 september 2008 | Szczecin       | Gravel     | Albert Montañés        | 6-4, 6-3 | 6-4, 6-3 |

### Dubbelspel
| Nr.                          | Datum       | Toernooi   | Ondergrond | Partner      | Tegenstanders in finale       | Score          | Details |
| ---------------------------- | ----------- | ---------- | ---------- | ------------ | ----------------------------- | -------------- | ------- |
| Verloren finales herendubbel |             |            |            |              |                               |                |         |
| 1.                           | 9 juli 2007 | ATP Gstaad | Gravel     | Marc Gicquel | František Čermák Pavel Vízner | 5-7, 7-5, 7-10 | Details |

## Prestatietabellen
| Legenda | Legenda                          |
| ------- | -------------------------------- |
| g.t.    | geen toernooi gehouden           |
| l.c.    | lagere categorie                 |
| –       | niet deelgenomen                 |
| G       | uitgeschakeld in de groepsfase   |
| 1R      | uitgeschakeld in de eerste ronde |
| 2R      | uitgeschakeld in de tweede ronde |
| 3R      | uitgeschakeld in de derde ronde  |
| 4R      | uitgeschakeld in de vierde ronde |
| KF      | uitgeschakeld in de kwartfinale  |
| HF      | uitgeschakeld in de halve finale |
| F       | de finale verloren               |
| W       | het toernooi gewonnen            |
| w-v     | winst/verlies-balans             |

### Prestatietabel enkelspel
Deze gegevens zijn bijgewerkt tot en met 3 januari 2012.
| Grandslamtoernooien   |                   |                   |                   |                   |                   |                   |       |       |      |      |         |
| Australian Open       | –                 | –                 | 1R                | 1R                | 2R                | 2R                | 1R    | 3R    | 1R   | 2R   | 5-8     |
| Roland Garros         | –                 | 1R                | 2R                | 2R                | 2R                | 3R                | 1R    | 2R    | 1R   |      | 6-8     |
| Wimbledon             | –                 | –                 | –                 | 1R                | 2R                | 2R                | 1R    | 2R    | 1R   |      | 3-6     |
| US Open               | –                 | –                 | 2R                | 1R                | 2R                | 2R                | 2R    | 2R    | –    |      | 5-6     |
| Winst-verlies         | 0-0               | 0-1               | 2-3               | 1-4               | 4-4               | 5-4               | 1-4   | 5-4   | 0-3  | 1-1  | 18-27   |
| ATP World Tour Finals |                   |                   |                   |                   |                   |                   |       |       |      |      |         |
| ATP World Tour Finals | –                 | –                 | –                 | –                 | –                 | –                 | –     | –     | –    |      | 0-0     |
| ATP Masters 1000      |                   |                   |                   |                   |                   |                   |       |       |      |      |         |
| Indian Wells          | –                 | –                 | –                 | 1R                | 2R                | 1R                | 1R    | 2R    | 2R   |      | 3-6     |
| Miami                 | –                 | –                 | –                 | 3R                | 3R                | –                 | 1R    | 3R    | 1R   |      | 6-5     |
| Monte Carlo           | –                 | –                 | –                 | 2R                | 1R                | –                 | 1R    | 2R    | –    |      | 2-4     |
| Rome                  | –                 | –                 | –                 | 2R                | –                 | –                 | 1R    | –     | –    |      | 1-2     |
| Hamburg               | –                 | –                 | –                 | 2R                | 2R                | –                 | l.c.  | l.c.  | l.c. | l.c. | 2-2     |
| Madrid                | –                 | –                 | –                 | 1R                | –                 | 1R                | 2R    | –     | –    |      | 1-3     |
| Montréal/Toronto      | –                 | –                 | 2R                | 1R                | –                 | –                 | 1R    | –     | –    |      | 1-3     |
| Cincinnati            | –                 | –                 | –                 | 3R                | –                 | 2R                | 1R    | –     | –    |      | 3-3     |
| Shanghai              | geen Masters 1000 | geen Masters 1000 | geen Masters 1000 | geen Masters 1000 | geen Masters 1000 | geen Masters 1000 | –     | 1R    | –    |      | 0-1     |
| Parijs                | –                 | –                 | 1R                | 1R                | –                 | 2R                | –     | 2R    | –    |      | 2-4     |
| Statistieken          |                   |                   |                   |                   |                   |                   |       |       |      |      |         |
| Totaal aantal titels  | 0                 | 0                 | 1                 | 1                 | 0                 | 0                 | 0     | 0     | 0    | 0    | 2       |
| Totaal winst-verlies  | 0-2               | 2-3               | 10-10             | 23-26             | 16-24             | 20-24             | 24-29 | 19-27 | 4-12 | 2-2  | 118-157 |
| Eindejaarsranking     | 220               | 209               | 50                | 61                | 91                | 59                | 65    | 69    | 171  |      | n.v.t.  |

N.B. "l.c." = lagere categorie

### Prestatietabel dubbelspel (grand slam)
| Grandslamtoernooien   |     |     |     |     |     |      |     |      |     |        |
| Australian Open       | –   | –   | 1R  | 2R  | 2R  | 1R   | –   | –    | –   | 2-4    |
| Roland Garros         | 1R  | 1R  | 1R  | 1R  | 1R  | 1R   | –   | –    |     | 0-6    |
| Wimbledon             | –   | –   | 1R  | 2R  | 1R  | –    | –   | –    |     | 1-3    |
| US Open               | –   | –   | 1R  | 3R  | –   | 1R   | –   | –    |     | 2-3    |
| Winst-verlies         | 0-1 | 0-1 | 0-4 | 4-4 | 1-3 | 0-3  | 0-0 | 0-0  | 0-0 | 5-16   |
| ATP World Tour Finals |     |     |     |     |     |      |     |      |     |        |
| ATP World Tour Finals | –   | –   | –   | –   | –   | –    | –   | –    |     | 0-0    |
| Statistieken          |     |     |     |     |     |      |     |      |     |        |
| Totaal aantal titels  | 0   | 0   | 0   | 0   | 0   | 0    | 0   | 0    | 0   | 0      |
| Eindejaarsranking     | 741 | 655 | 176 | 128 | 421 | g.r. | 741 | 1044 |     | n.v.t. |

N.B. "g.r." = geen ranking